# Kesytön
Kesytön è il secondo album in studio della cantante finlandese Kirsi Ranto, pubblicato nel 2001 su etichetta discografica Mediamusiikki.

## Tracce
1. Siihen kaksi tarvitaan – 3:14
2. Soitellaan – 3:22
3. Kesytön – 3:40
4. Tyhjät sanat – 3:31
5. Margarita – 3:14
6. Pilvenhattaroita – 3:26
7. Katse vain voi riittää – 3:37
8. Valoa ja voimaa – 3:22
9. Mul ei oo mitään – 3:31
10. Sinä vain puutut – 3:22
11. Ohi ja over – 3:39
12. Valehtele vielä – 3:38
13. Kun muut on menneet – 3:19

## Classifiche
| Classifica (2001) | Posizione massima |
| ----------------- | ----------------- |
| Finlandia         | 29                |